# Consolidated B-24 Liberator
Consolidated B-24 Liberator (Osvoboditel) byl americký čtyřmotorový bombardovací letoun, vyvinutý ve společnosti Consolidated Aircraft ze San Diega v Kalifornii. V továrně byl známý jako Model 32 a některá počáteční výrobní letadla určená na export nesla různá označení LB-30 (konstrukční kategorie Land Bomber).
Ve svých začátcích byl B-24 moderní stroj s hornoplošnou konstrukcí s vysokou štíhlostí křídla (Davisovo křídlo), díky čemuž měl vysokou cestovní rychlost, dlouhý dolet a velkou nosnost. Rané Liberatory ve službách RAF byly prvními letadly, která v rámci rutinních úkolů během druhé světové války běžně přelétávala nad Atlantským oceánem. Ve srovnání s jeho současníky byl však B-24 relativně obtížný na pilotáž a při nízkých rychlostech trpěl horšími výkony. Měl také nižší dostup a oproti letounu Boeing B-17 Flying Fortress byl méně robustní. Zatímco posádky měly tendenci upřednostňovat B-17, generální štáb upřednostňoval B-24 a obstarával jej ve velkých počtech pro širokou paletu úkolů. Celkem vzniklo přibližně 18 500 letounů B-24, včetně více než 4 600 vyrobených společností Ford Motor Company, čímž drží rekord jako nejvíce vyráběný bombardér, těžký bombardér, vícemotorový letoun a americký vojenský letoun v historii.
B-24 Liberator se za druhé světové války dočkal značného nasazení. Sloužil ve všech odvětvích amerických ozbrojených sil, jakož i v několika spojeneckých leteckých a námořních silách na všech bojištích. Spolu s B-17 byl B-24 pilířem amerických strategických bombardovacích sil na západoevropském bojišti. Díky svému doletu se osvědčil i při operacích v Tichomoří, včetně bombardování Japonska. Protiponorkové stroje s dlouhým doletem sehrály důležitou roli při uzavírání "mezery" uprostřed oceánu během bitvy o Atlantik. Z B-24 byl odvozen i transportní letoun C-87 Liberator Express, který s delším doletem a vyšší kapacitou sloužil jako protějšek letounu Douglas C-47 Skytrain.
Technologické pokroky letounu Boeing B-29 Superfortress a dalších moderních typů bombardérů na konci druhé světové války stroje, které sloužily už od počátku války, překonaly. Tím pádem byl B-24 z amerických služeb rychle vyřazen, ačkoli z B-24 odvozený námořní hlídkový letoun PB4Y-2 Privateer, pokračoval u amerického námořnictva ve službě během korejské války.
Na strojích B-24 Liberator létali od května 1943 i letci 311. československé bombardovací perutě RAF.

## Vývoj

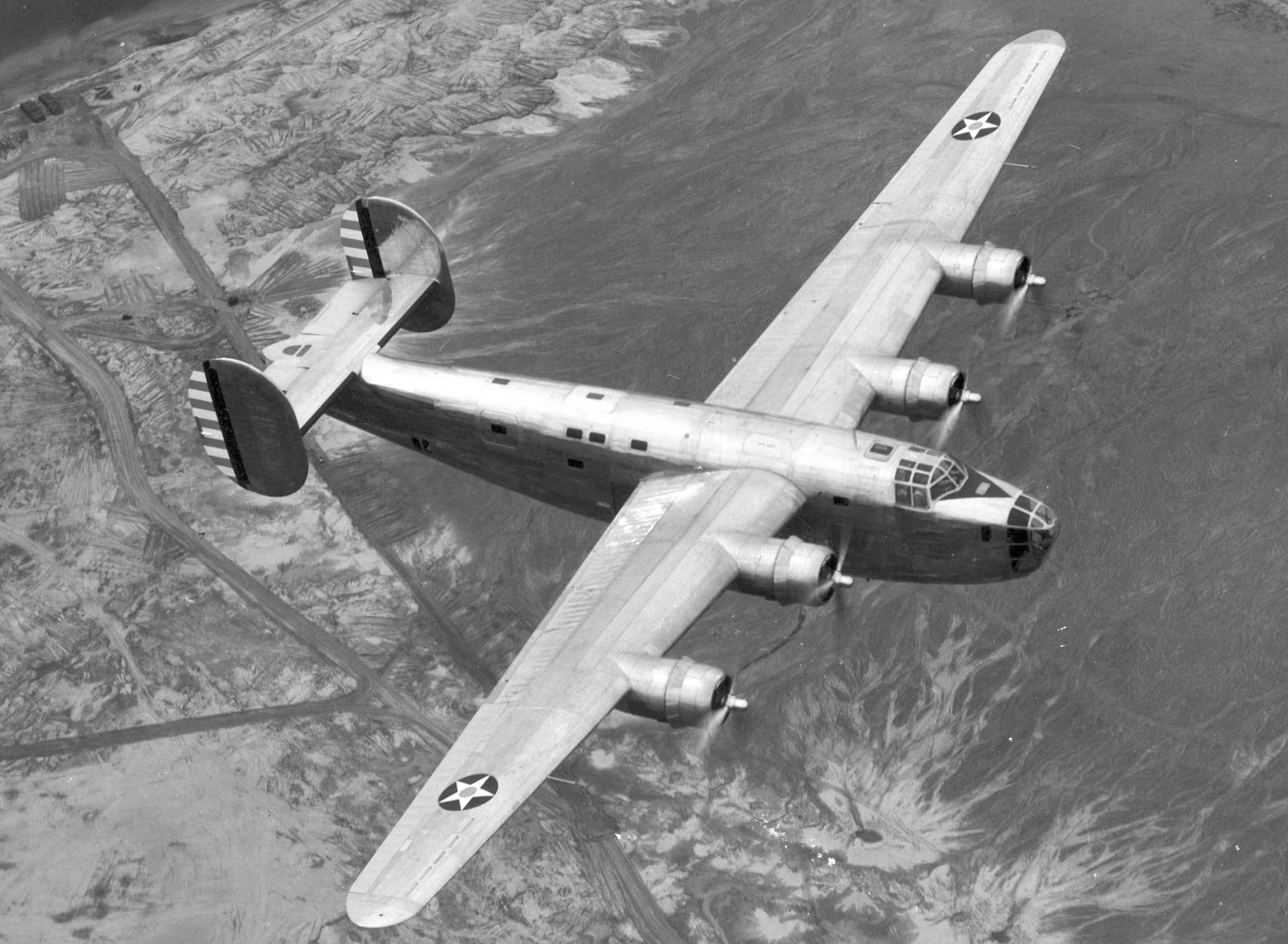
Prototyp XB-24 za letu

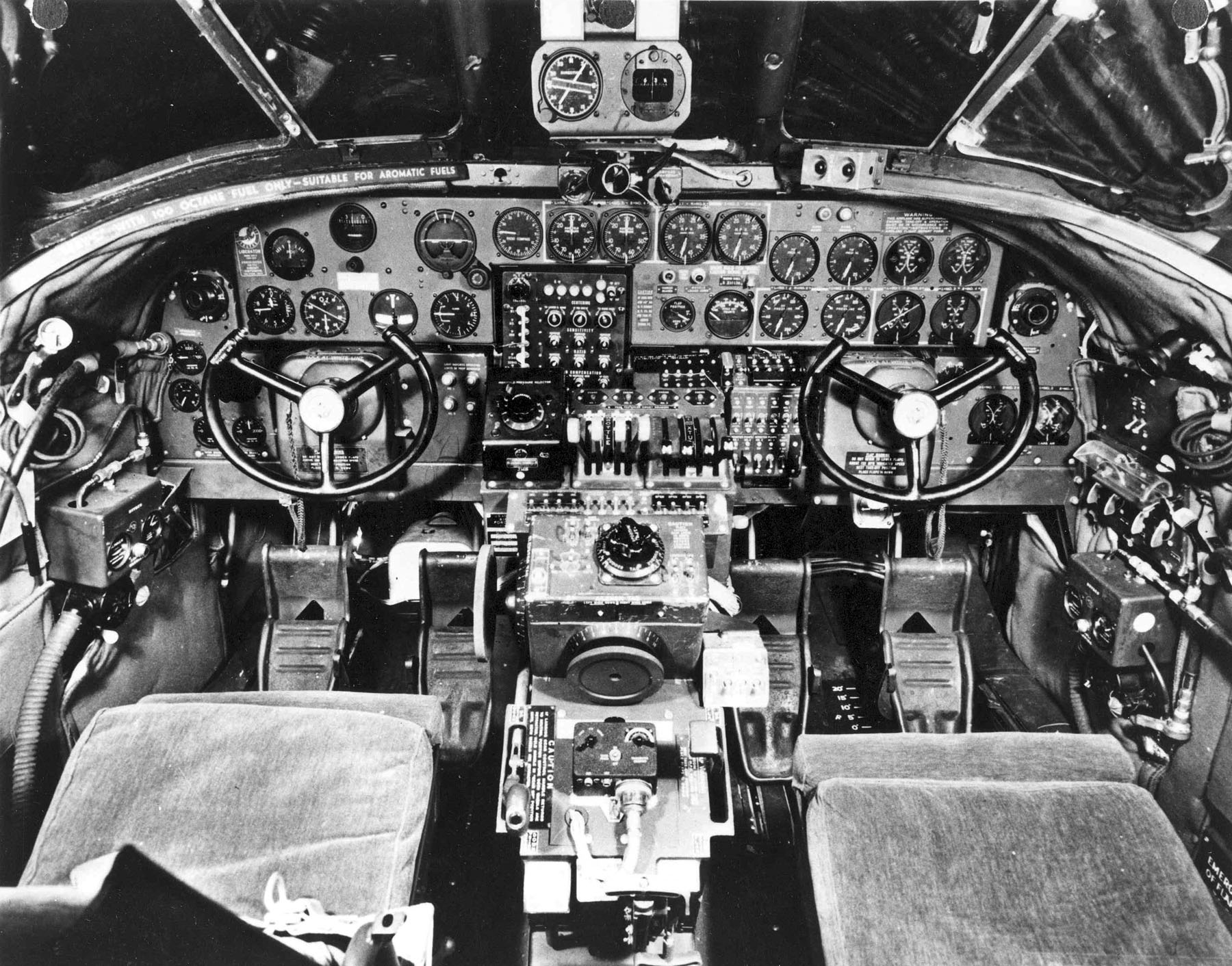
Kokpit B-24

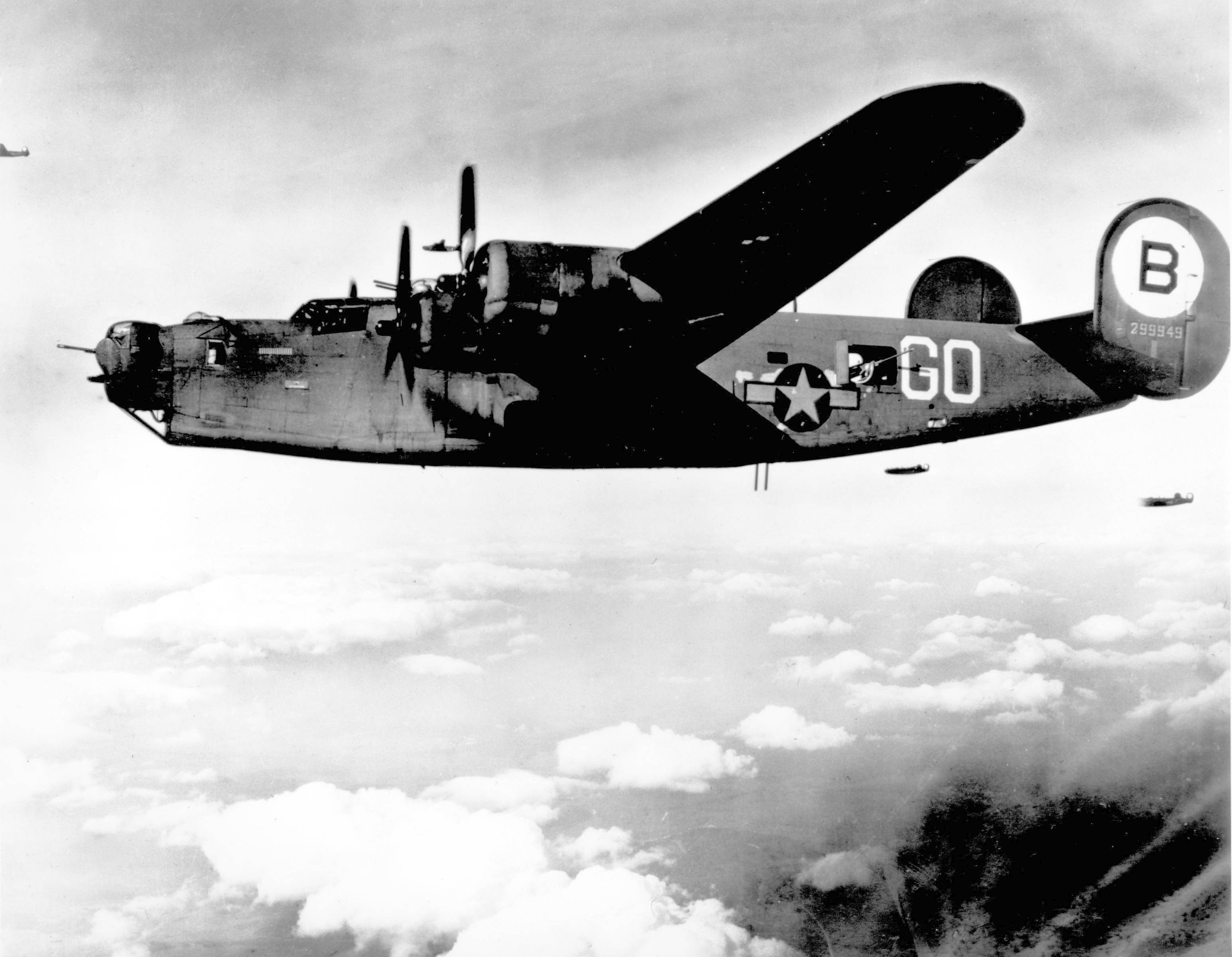
Consolidated B-24J-55-CO Liberator

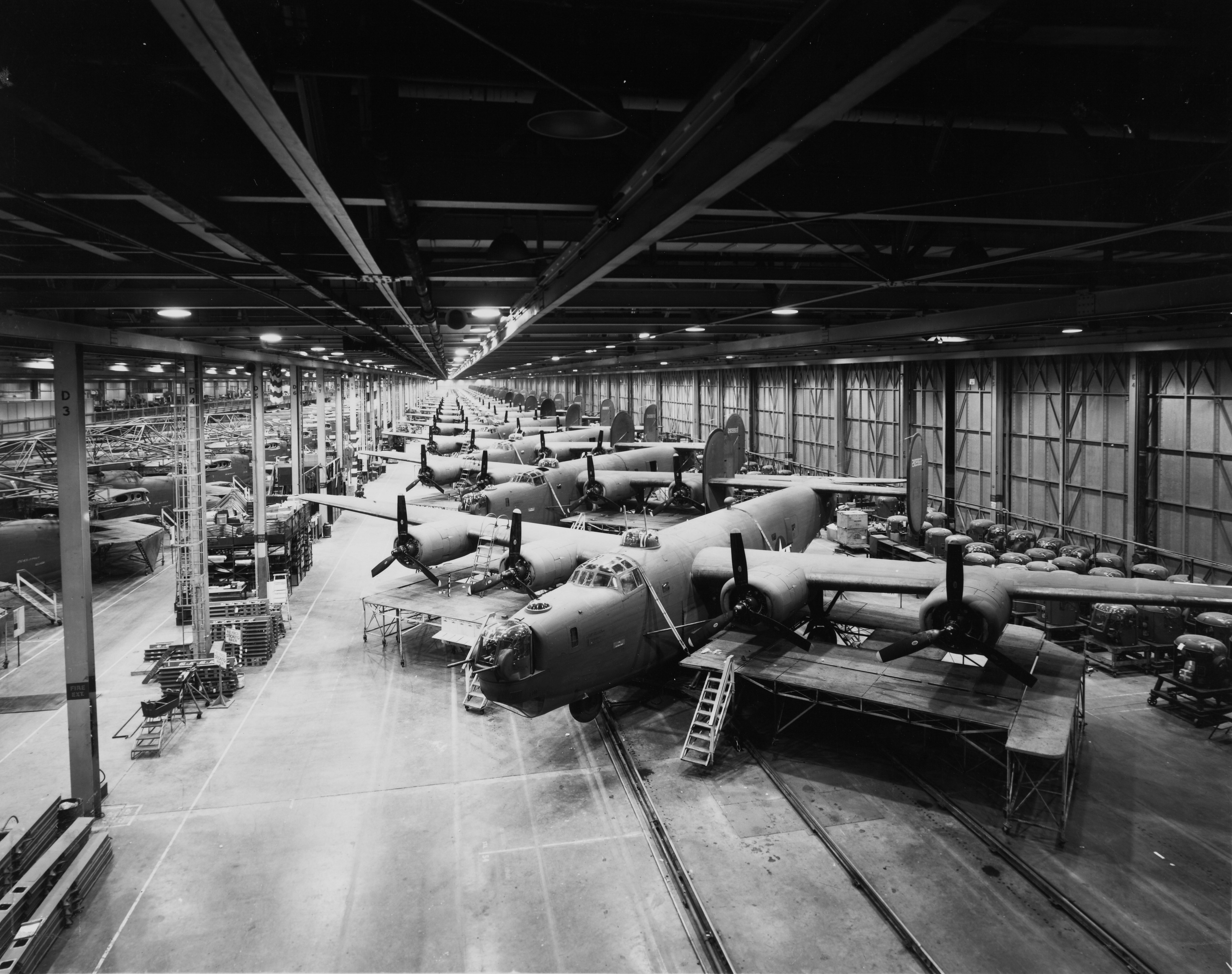
Výroba B-24 ve Fordově továrně Willow Run

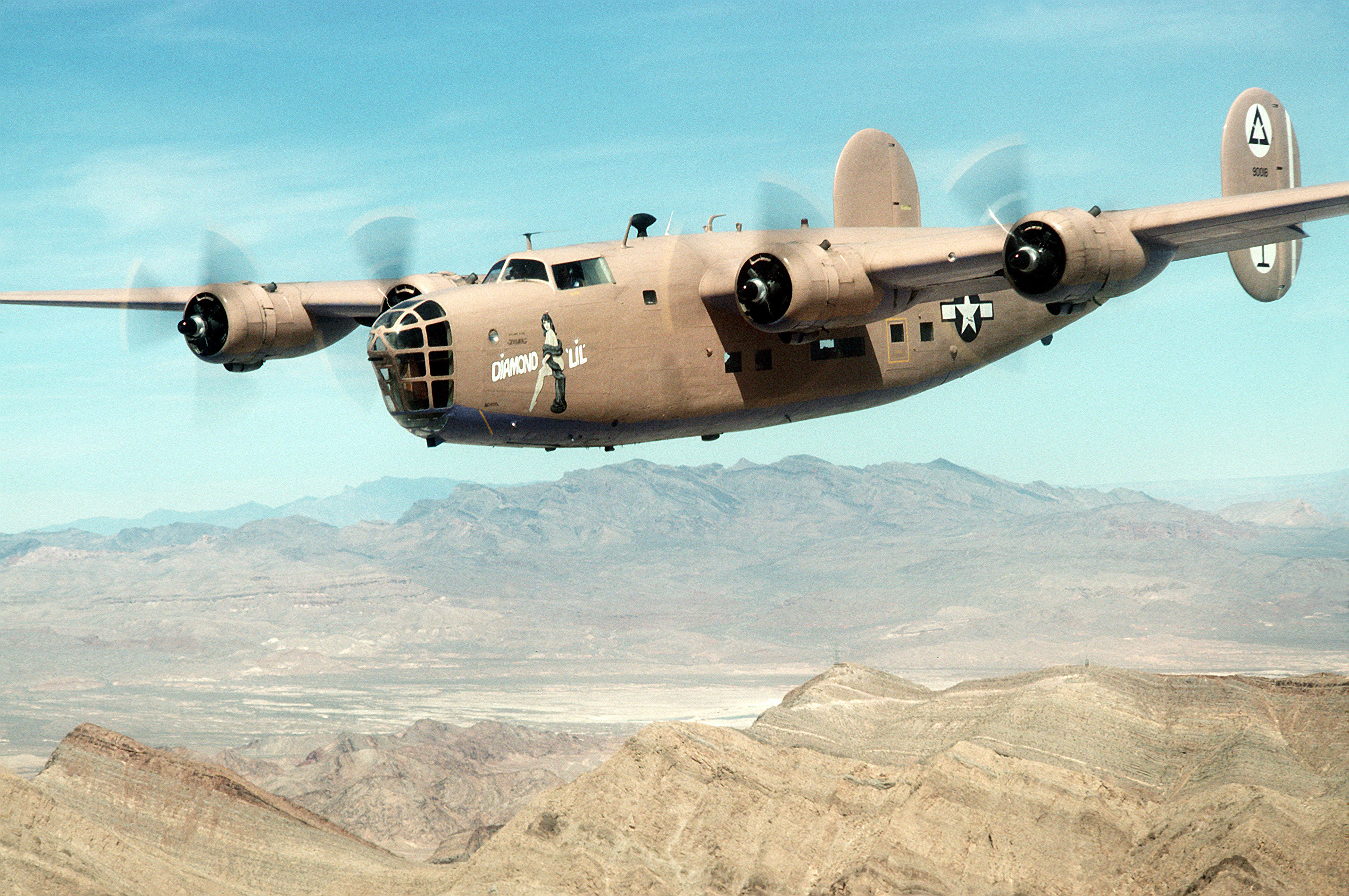
LB-30A 'Diamond Lil'

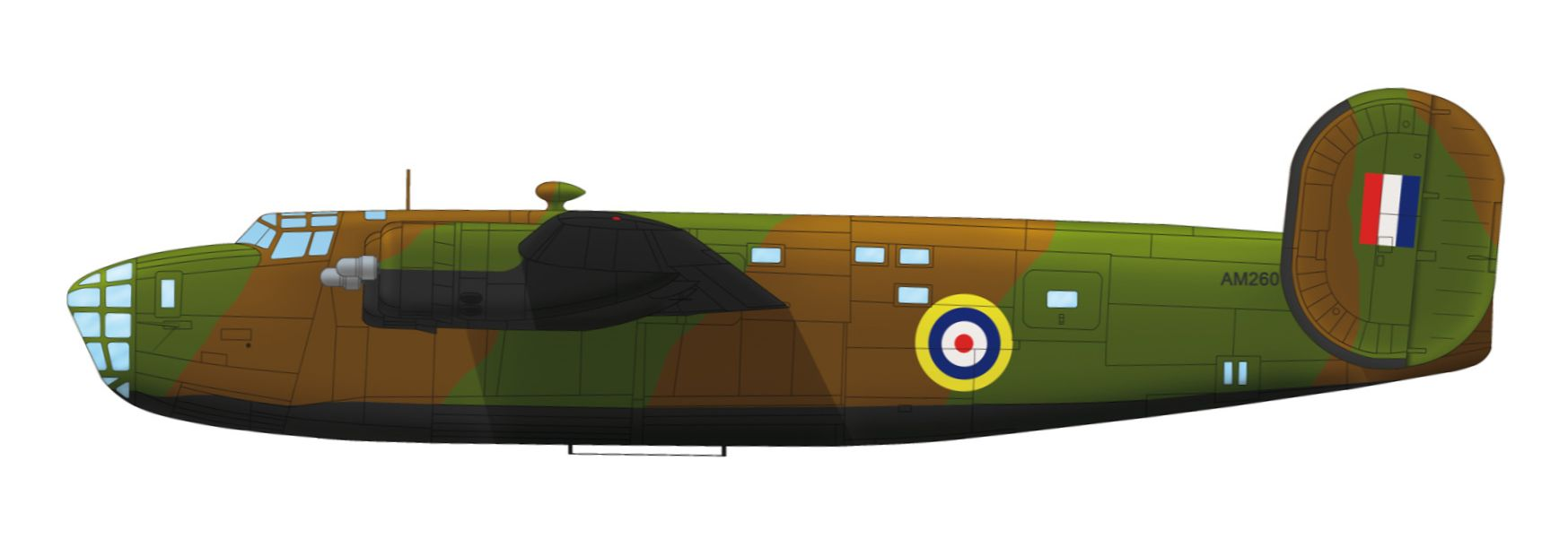
Consolidated LB-30A sériového čísla AM260 používaný Atlantic Ferry Command

Roku 1935 byl v USA zadán vývoj nového čtyřmotorového bombardovacího letounu s velkým doletem. Kalifornská firma Consolidated Aircraft Corporation vypracovala projekt bombardéru, který byl označen jako Model 32.
Prototyp XB-24 vzlétl poprvé 29. prosince 1939 z letiště v San Diegu v Kalifornii, ale očekávané výkony nepodal. Přesto Francie a Spojené království o tento stroj projevily zájem, avšak dodávkám do Francie zabránila její rychlá porážka nacistickým Německem. XB-24 byl poháněn čtyřmi hvězdicovými čtrnáctiválci Pratt & Whitney R-1830-33 Twin Wasp s mechanickými kompresory s maximálním výkonem 1200 hp (895 kW).
Americké letectvo brzy objednalo sérii sedmi ověřovacích strojů YB-24, které se od prototypu odlišovaly jen minimálně, a 38 sériových B-24A. Na jaře roku 1941 bylo do Británie dodáno šest YB-24 s označením LB-30A, které sloužily jako dopravní u Atlantic Return Ferry Service a 19 B-24A, které se jako nevyzbrojené dopravní letouny označovaly LB-30B, s výzbrojí u Velitelství pobřežního letectva pak Liberator Mk.I.
Výroba letounů označených LB-30 s prodlouženým trupem o 0,79 m, určených po porážce Francie pro Velkou Británii, byla zastavena po dokončení 139 strojů. Z nich Royal Air Force odebralo mezi srpnem 1941 a červencem 1942 86 většinou nevyzbrojených Liberatorů, ostatní převzalo americké armádní letectvo. Některé kusy z LB-30 byly ve Velké Británii vyzbrojeny čtyřkulometnými střeleckými věžemi Boulton-Paul dvou typů instalovanými na hřbetě trupu a na zádi a jako takové nesly označení Liberator Mk.II.
Američané využívali LB-30 a B-24A převážně k dopravním účelům. Ve Velké Británii pak tyto letouny s instalovanými čtyřmi kanóny ráže 20 mm ve výstupku pod přední částí trupu a s radiolokátorem pro vyhledávání plavidel ASV Mk.I létaly jako Liberator GR Mk.I. Jeden LB-30 upravený jako salónní dopravní letoun využíval ministerský předseda Winston Churchill.
Roku 1940 byla testována nová varianta XB-24B se samosvornými nádržemi, která byla osazena čtyřmi motory Pratt & Whitney R-1830-41 (S4C4G) s turbokompresory, které udržely výkon motorů 895 kW (1200 hp) až do výšky 25,000 stop (7620 metrů).
Z tohoto prototypu byla odvozena verze B-24C, která nesla střeleckou věž Martin těsně za kabinou pilotů a další tři kulomety v přídi a v bocích trupu. V zádi byla instalovaná otočná věž Consolidated A-6.
Počátkem února 1942 začaly být dodávány modernizované letouny B-24D, jejichž vybavení se neustále zlepšovalo a zdokonalovalo. Poslední B-24D nesly novou kulovitou střeleckou věž Sperry pod trupem. Z celkové produkce 2738 kusů odebralo RAF a Coastal Command od dubna 1942 366 exemplářů jako Liberator Mk.III. Dalších 147 letounů upravených pro námořní hlídkovou službu s označením Liberator GR Mk.V převzalo RCAF, RAAF a Coastal Command.
Dne 7. července 1942 podepsal náčelník generálního štábu generál George Catlett Marshall dokument uvolňující část sérií Liberatorů pro potřeby amerického námořnictva. Od srpna 1942 tak začlenilo verzi B-24D do své výzbroje také US Navy pod označením PB4Y-1 Liberator. Byly používány k námořním hlídkovým letům a protiponorkovému boji. Nejstarší stroje poháněla čtveřice motorů Pratt and Whitney R-1830-43 Twin Wasp po 1200 hp (895 kW). Výzbroj tvořil jeden kulomet ráže 12,7 mm v přídi a po dvou ve věžích na hřbetě trupu a zádi. Osádku tvořilo 9 až 10 mužů. Od dalších výrobních bloků byla zaváděna nová příďová věž s dvojkulometem a následně i boční střeliště a pohonné jednotky R-1830-65. Místo spodní kulové věže Sperry armádních B-24 zaujal protilodní radar. První německou ponorku pak PB4Y-1 amerického námořnictva se základnou na Islandu potopil již 5. listopadu 1942. Po zkušenostech s PB4Y-1 si americké námořnictvo vyžádalo novou konstrukci, která vycházela z Liberatoru, s označením Consolidated PB4Y-2 Privateer.
V průběhu války docházelo k postupným modernizacím, čímž se množství typů letounu B-24 Liberator značně rozšířilo. Kromě bojových letounů bylo vyrobeno také 291 kusů dopravních C-87 Liberator Express bez střeleckých věží s pumovnicí upravenou k přepravě cestujících a nákladu, cisternové C-109, fotoprůzkumné F-7, námořní dopravní RY-1 a RY-2, cvičné TB-24 a naváděcí CB-24. Továrnou Ford ve Wilow Run v Michiganu byl v roce 1943 postaven prototyp varianty XB-24K s jedinou svislou ocasní plochou. Poháněly jej motory Pratt and Whitney R-1830-75 Twin Wasp 1350 hp (po 1006,7 kW).
Stejný výrobce vyprodukoval i 791 kusů verze B-24E (Liberator Mk.V), které se společně s 430 letouny varianty B-24G od „déčka“ odlišovaly délkou trupu a variantami výzbroje. První otočná věž v přídi prodloužené o 0,254 m se objevila u verze B-24G-1.
3100 letounů B-24H (Liberator Mk.VI) mělo v upravené přídi instalovánu věž Emerson A-15 nebo Consolidated A-6A. Verze B-24J (Liberator B/GR Mk.V) byla vyrobena v počtu 6678 kusů s řadou dílčích úprav. V případě instalace radiolokátoru bylo označení změněno na Liberator B/GR Mk.VIII.
1667 vyrobených B-24L mělo zlepšené turbokompresory a zjednodušenou střeleckou věž Consolidated M-6A v zádi, 2593 B-24M mělo zadní střeliště vybaveno odlehčenou střeleckou věží Motor Product.
Na počátku roku 1945 bylo dokončeno sedm tvarově pozměněných YB-24N s jednou svislou ocasní plochou, následně však byla 31. května 1945 výroba Liberatorů ukončena. Produkce probíhala v Consolidated Aircraft Corporation, San Diego, Kalifornie, USA, vyráběn byl také ve firmách Douglas v Tulse, Ford a North American Aviation.

## Bojové nasazení

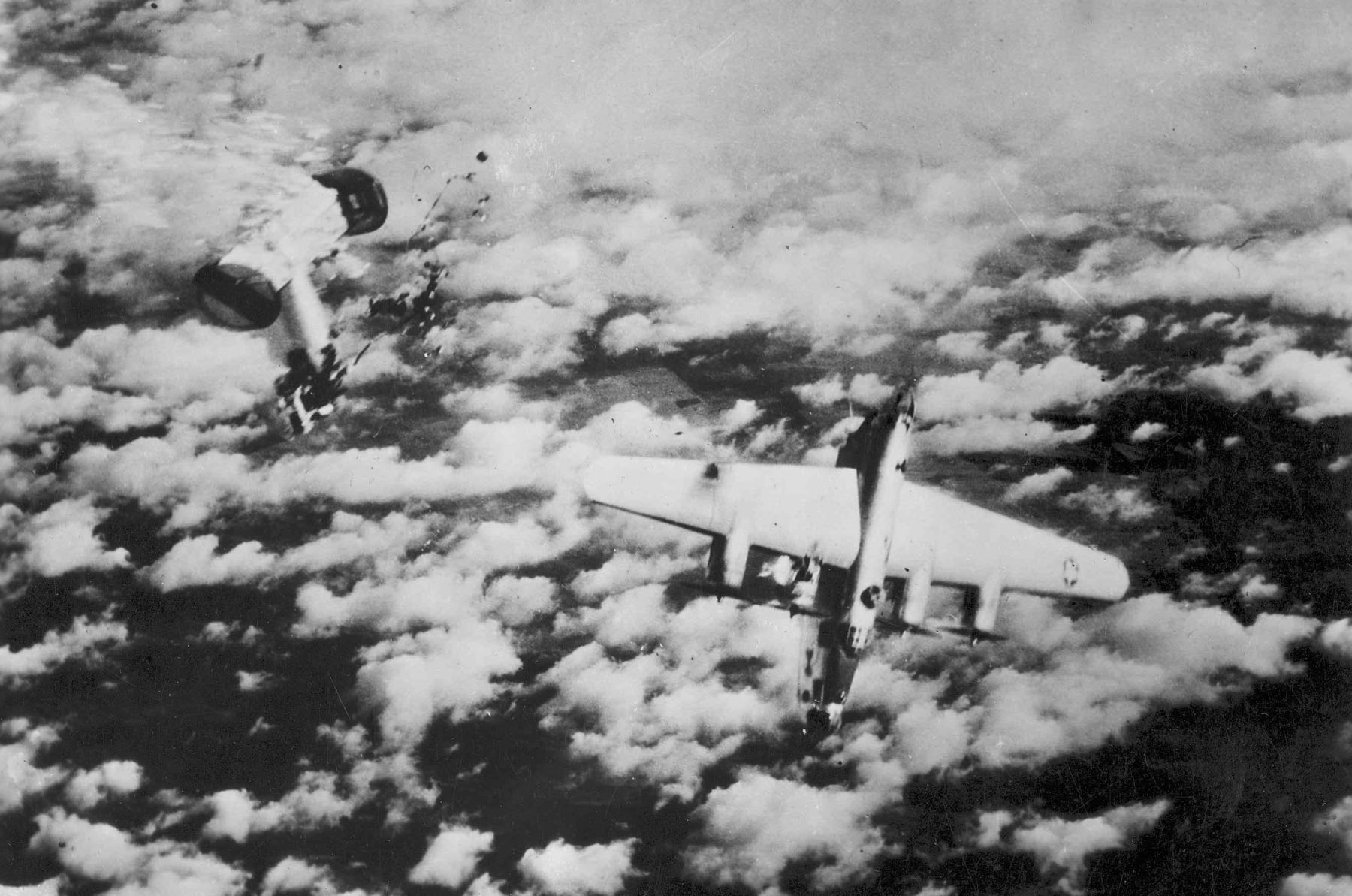
B-24M ze 448. bombardovací skupiny, s. č. 44-50838, sestřelený stíhačem Messerschmitt Me 262

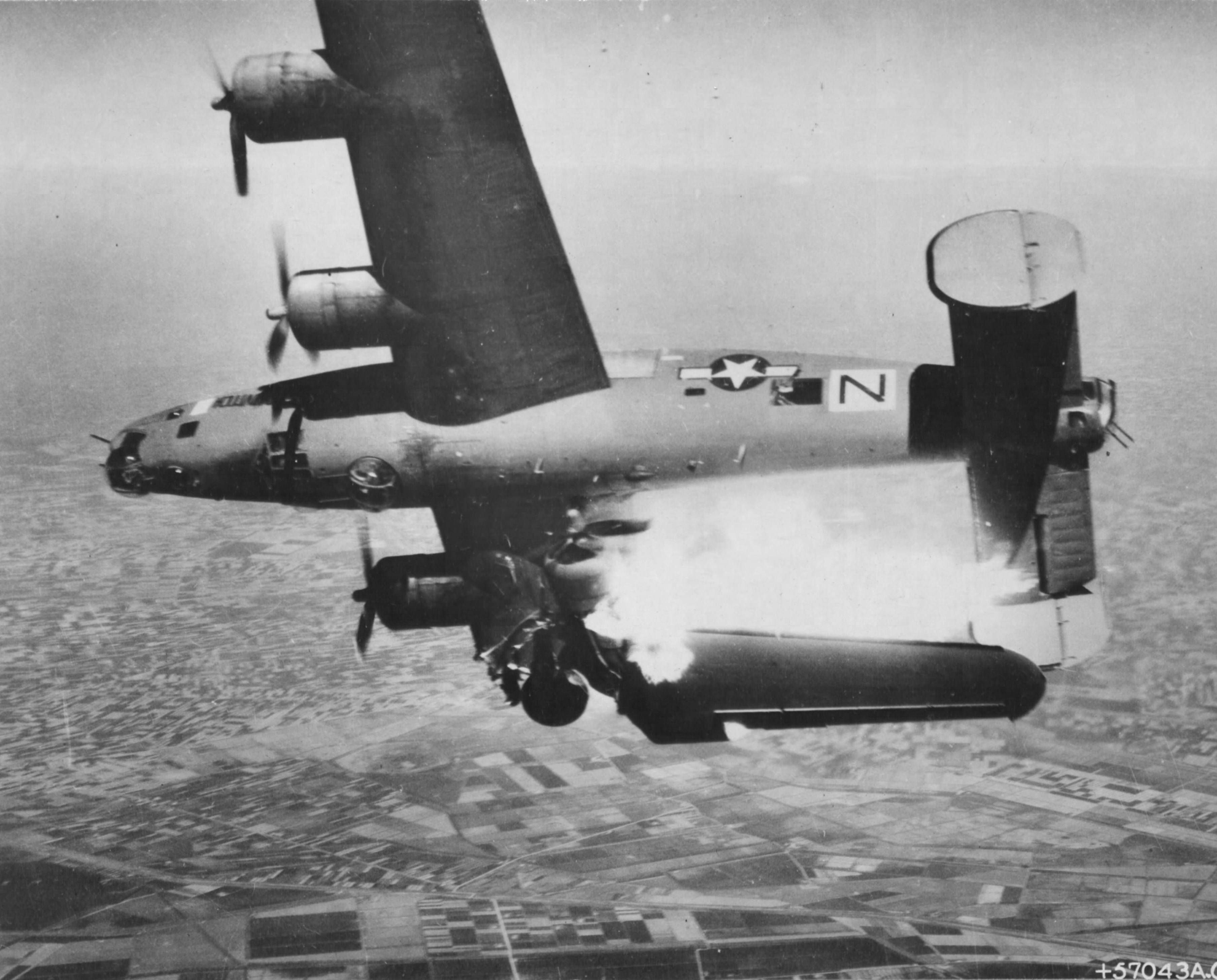
Americký B-24L-10-FO „STEVENOVICH II“, s. č. 44-49710, po zásahu flakem nad severní Itálií, 10. dubna 1945

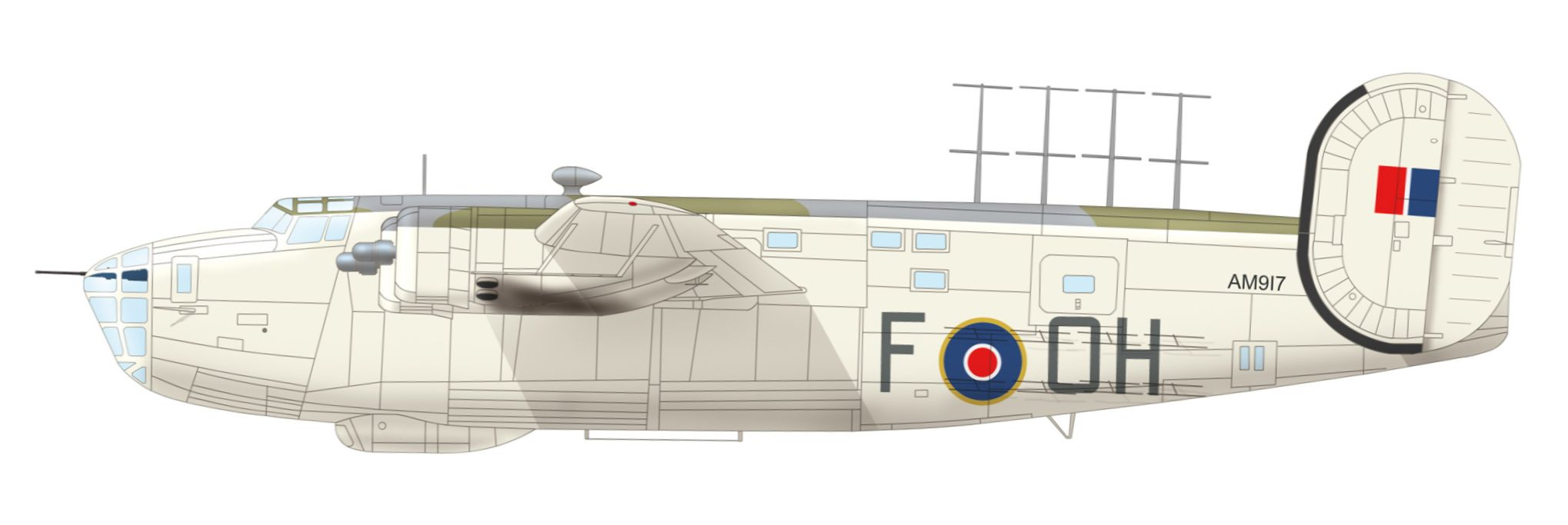
Consolidated Liberator Mk.I od 120. perutě Velitelství pobřežního letectva RAF vybavený pro protiponorkovou činnost. Peruť jej používala od prosince 1941

První Liberatory Mk.I, dodané v rámci smlouvy o půjčce a pronájmu z USA do Velké Británie, převzala v září 1941 120. squadrona RAF dislokovaná u Belfastu. Operovaly jako protiponorkové ve středních oblastech Atlantiku.
V srpnu 1943 předalo USAAF US Navy všech svých 20 squadron vyzbrojených B-24D i s technickým vybavením a částí personálu, výměnou za shodný počet Liberatorů novějších verzí dodávaných z výroby ve standardní bombardovací podobě. Koncem léta pak USAAF své protiponorkové velitelství rozpustilo úplně. Čtyři z předaných squadron byly vybaveny upravenými fotoprůzkumnými PB4Y-1P s kamerami v pumovnicích. PB4Y-1 US Navy byly umístěny také ve Velké Británii u squadron VB-103, VB-105, VB-110 a krátce také VB-114 s reflektorovými letouny. Společně s RAF operovaly i v Biskajském zálivu.
Letoun B-24 se díky svému dlouhému doletu stal významným strojem na tichomořském bojišti. V Evropě se spolu s Boeingem B-17 staly hlavními letouny amerického strategického letectva určenými k bombardování Říše. Nálety na cíle v samotném Německu zahájila 8. letecká armáda startující z britských základen 27. ledna 1943 vysláním 27 strojů B-24 a 64 B-17 nad přístav Wilhelmshaven a muniční sklad v blízkém Mariensielu.
Byl používaný i britskou RAF pří hlídkování nad Atlantským oceánem a byla jimi vyzbrojena i 311. čs. bombardovací peruť v rámci československých jednotek v RAF. Ta během působení u Pobřežního velitelství potopila jednu velkou nákladní loď (Alsterufer), poškodila 4 hladinová plavidla a několik menších. Dále zaútočila na 35 ponorek, z nichž 4 potopila a vyřadila z boje přibližně 17 nepřátelských stíhačů. Z celkového počtu 212 ponorek zničených Coastal Command připadlo do kapitulace Německa na posádky Liberatorů 71 zničených a 27 vážně poškozených ponorek.
O významu B-24 svědčí i počet vyrobených kusů, který do roku 1945 dosáhl úctyhodných 18 188.

## Uživatelé
- Austrálie
  - Royal Australian Air Force
- Brazílie
  - Brazilské letectvo
- Československo
  - 311. československá peruť RAF
- Čínská republika

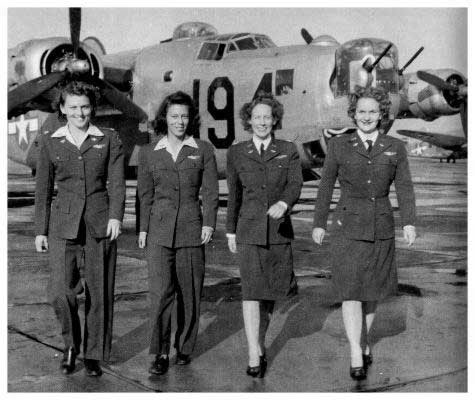
Pilotky WASP s letounem B-24. Zleva: Eloise Huffines Bailey, Millie Davidson Dalrymple, Elizabeth McKethan Magid a Clara Jo Marsh Stember

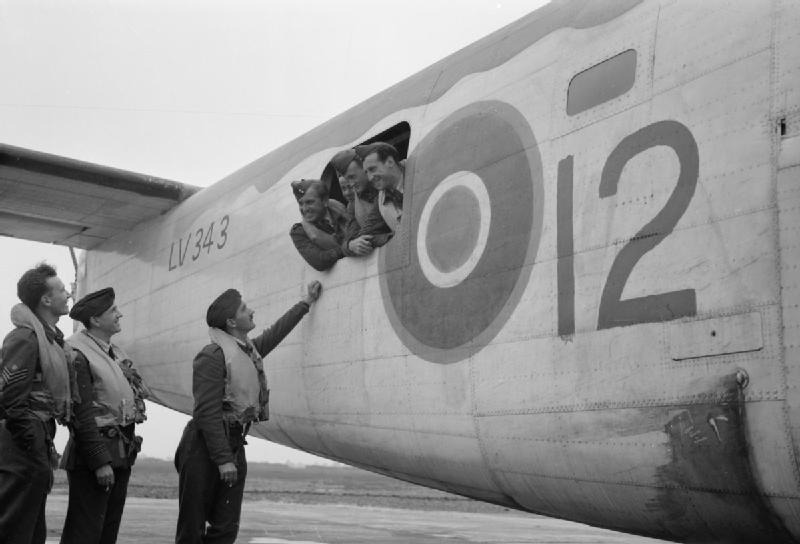
Liberator 311. peruti při předletové přípravě

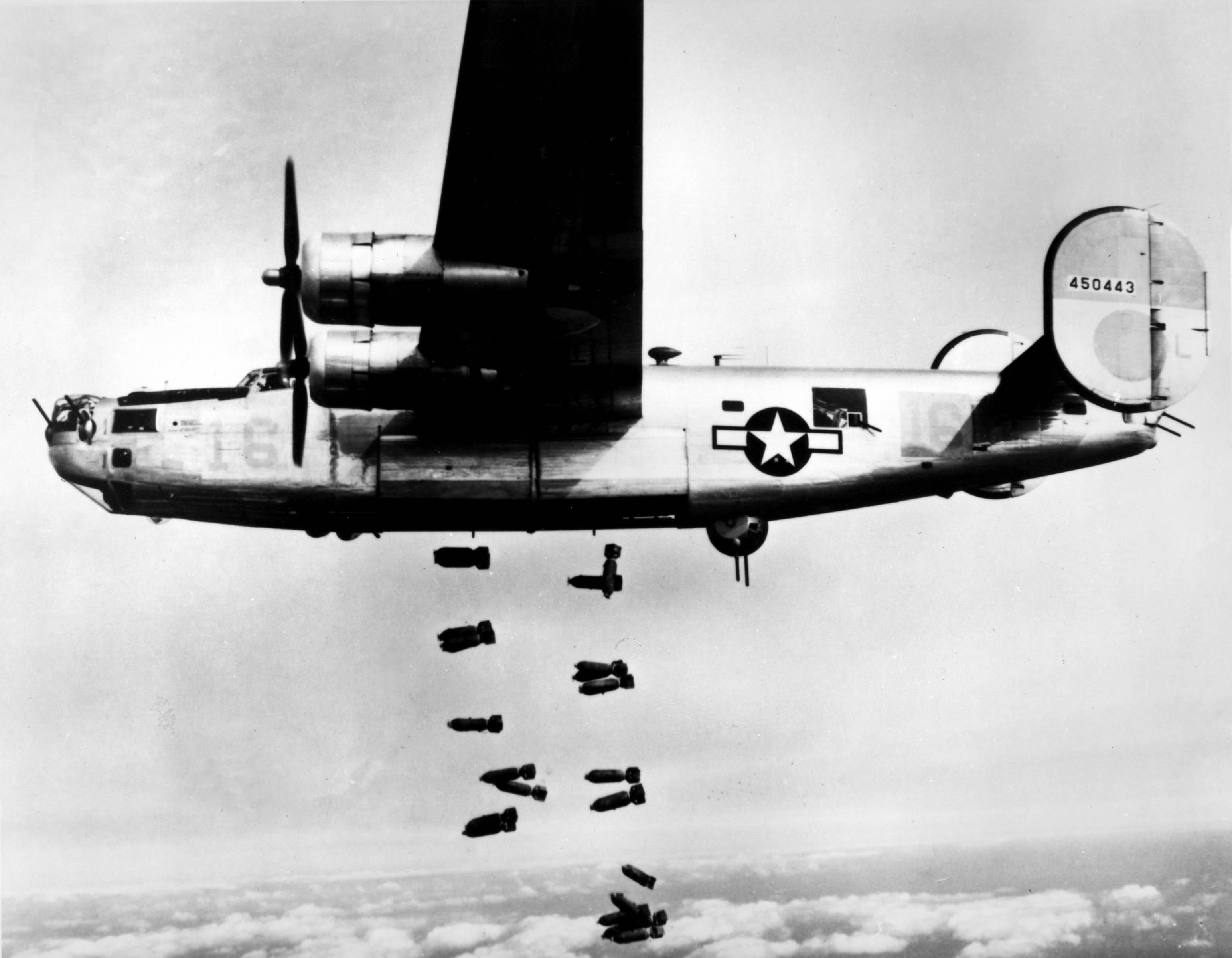
B-24M nad Mühldorfem, 19. března 1945

  - Letectvo Čínské republiky (B-24 a PB4Y-1)
- Čína
  - Letectvo Čínské lidové osvobozenecké armády (2 ukořistěné B-24)
- Francie
  - Aéronavale (PB4Y-1)
- Honduras
  - Honduraské letectvo (PB4Y-1)
- Indie
  - Indické letectvo
- Italské království
  - Regia Aeronautica (1 ukořistěný kus)
- Jihoafrická unie
  - South African Air Force
- Kanada
  - Royal Canadian Air Force (B-24 a PB4Y-1)
- Německá říše
  - Luftwaffe (opravené ukořistěné exempláře)
    - Kampfgeschwader 200
- Nikaragua
  - Nikaragujské letectvo
- Nizozemsko
  - Nizozemské námořní letectvo
- Nový Zéland
  - Royal New Zealand Air Force
- Polsko
  - Polské exilové vzdušné síly
- Portugalsko
  - Portugalské letectvo (používalo stroje internované na jeho území za války)
- Rumunské království
  - Rumunské královské letectvo (4 ukořistěné kusy)
- Sovětský svaz
  - Sovětské letectvo (1 kus dodaný v rámci programu Lend-Lease, další restaurovány z poškozených strojů)
- Spojené království
  - Royal Air Force
- Spojené státy americké
  - United States Army Air Forces
  - United States Air Force
  - United States Navy (PB4Y-1)
  - United States Coast Guard (PB4Y-1)
- Turecko
  - Turecké letectvo (používalo 5 strojů z 11 internovaných za války na tureckém území)

## Specifikace (B-24J)

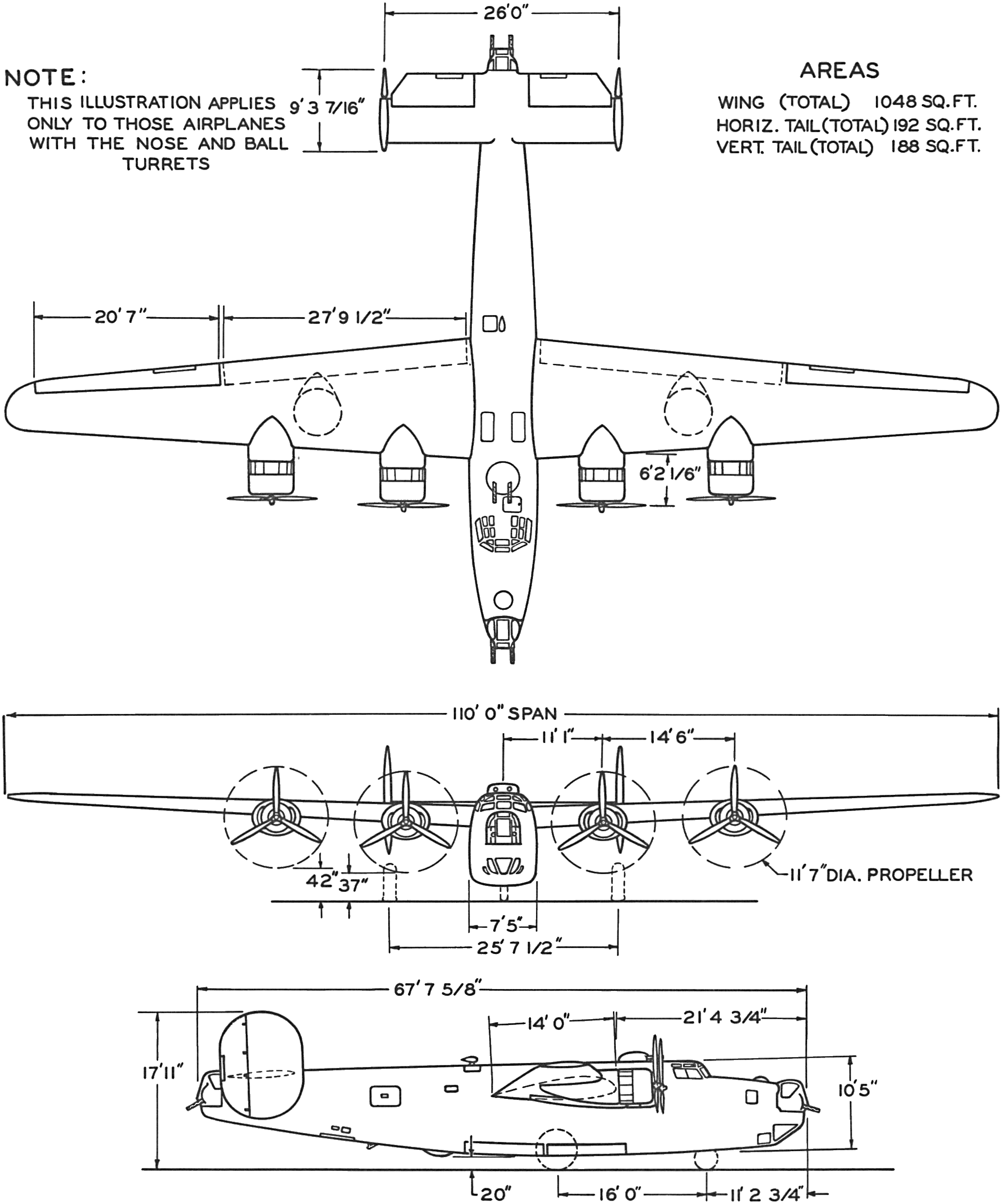
Třípohledový nákres

Quest for Performance, Jane's Fighting aircraft of World War II, General Dynamics aircraft and their predecessors

### Technické údaje
- Osádka: 11 mužů (pilot, druhý pilot, navigátor, bombometčík, rádista, střelci - příďová věž, horní věž, 2 boční střelecká stanoviště s kulomety na kloubových závěsech, spodní a zadní věž)
- Rozpětí: 33,528 m
- Délka: 20,47 m
- Výška: 5,372 m
- Nosná plocha: 97,36 m²
- Prázdná hmotnost: 16 556 kg
- Vzletová hmotnost : 24 948 kg
- Maximální vzletová hmotnost : 29 484 kg
- Pohonná jednotka: čtyři dvouhvězdicové čtrnáctiválce Pratt & Whitney R-1830-65 Twin Wasp přeplňované turbokompresorem, každý o maximálním výkonu 1200 hp (895 kW)

### Výkony
- Maximální rychlost: 478 km/h
- Cestovní rychlost: 346 km/h
- Pádová rychlost: 153 km/h
- Dolet: 2 480 km (1 340 nmi) při rychlosti 381 km/h a 7 600 m s běžnou kapacitou paliva a maximálním vnitřním nákladem pum
- Přeletový dolet: 6 000 km (3200 nmi)
- Dostup: 8 500 m
- Počáteční stoupavost: 274 m/min (1,025 ft/min, tj. cca 5,21 m/s)
- Plošné zatížení: 256 kg/m²
- Poměr výkon/hmotnost: 0,1435 kW/kg

### Výzbroj
- 10× kulomet Browning ráže 12,7 mm (8 umístěno v párech v motoricky ovládaných střeleckých věžích typu Consolidated/Motor Product nebo Emerson v přídi, typu Martin na hřbetu trupu, v kulovité spodní věži typu Briggs-Sperry a ve věži Consolidated/Motor Product na zádi, 2 kulomety ručně ovládané střelci v bocích přední části trupu)
- 2 pumovnice pro až 3629 kg pum, 2 pumy o hmotnosti až 2980 kg mohly být podvěšeny pod křídlo namísto interního nákladu pum